# بیمارستان آنگال
بیمارستان آنگال (به لاتین: Angal Hospital) یک بیمارستان در اوگاندا است که در Nebbi واقع شده است.